# Jonathan Pereira Rodríguez
Jonathan Pereira Rodríguez, född 12 maj 1987 i Vigo, är en spansk fotbollsspelare som spelar som anfallare för Gimnàstic de Tarragona. 
Han har tidigare spelat i bland annat Villarreal CF Real Betis och Racing de Santander. Han har även representerat Spanien på U-17-, U-20 och U-21-nivå.

## Fotnoter
1. ↑  transfermarkt.com, transfermarkt.com spelar-ID: 53239, läst: 9 oktober 2017.[källa från Wikidata]
2. ↑  As, Grupo PRISA, AS.com atlet-id: jonathan_pereira/16731.[källa från Wikidata]